# Ramphis ibericus
Ramphis ibericus är en fjärilsart som beskrevs av Riedl 1969. Ramphis ibericus ingår i släktet Ramphis och familjen fransmalar. Inga underarter finns listade i Catalogue of Life.